# Pinguicula jarmilae
Pinguicula jarmilae este o specie de plante carnivore din genul Pinguicula, familia Lentibulariaceae, ordinul Lamiales, descrisă de Josef Jakob Halda și Amp; Malina. Conform Catalogue of Life specia Pinguicula jarmilae nu are subspecii cunoscute.